# Vratislav II. z Pernštejna
Vratislav II. z Pernštejna řečený Nádherný (9. červenec 1530 Velké Meziříčí – 27. říjen 1582 na Dunaji u Lince) byl český šlechtic z rodu Pernštejnů, diplomat a nejvyšší kancléř Českého království.

## Život
Narodil se ve Velkém Meziříčí jako syn Jana IV. z Pernštejna a jeho manželky Hedviky ze Šelmberka.
Ve 13 letech byl poslán do Vídně, kde se stal společníkem budoucího císaře Maxmiliána II. S ním navštívil Brusel a zúčastnil se Šmalkaldské války. Poté ho doprovázel do Španělska, kde prožil čtyři roky. Již od mládí se Vratislav s budoucím císařem velice spřátelil, což mu později pomohlo k jeho politické kariéře. Maxmilián později Vratislava často pověřoval diplomatickými úkoly. V roce 1554 např. v Anglii zastupoval panovníka na svatbě španělského krále Filipa II. s Marií Tudorovnou, dcerou krále Jindřicha VIII. Poté byl jako první český šlechtic přijat v Antverpách mezi rytíře řádu Zlatého rouna. V roce 1566 byl jmenován nejvyšším kancléřem – tento úřad vykonával až do své smrti. Byl také členem tajné dvorské rady. Po úmrtí polského krále Zikmunda II. Augusta 7. července 1572 byl Vratislav spolu s Vilémem z Rožmberka určen za vůdce slavnostního poselstva, které mělo přesvědčit polský volební sněm o výhodách habsburské kandidatury.
| „                                                        | Oba znají jazyk a jsou to nejpřednější a katolictví nejoddanější osoby v Čechách. | “ |
| — Maxmilián II. papežskému nunciovi Giovannimu Delfinovi |                                                                                   |   |

### Rodina
Dne 14. září 1555 se ve Vídni oženil se španělskou šlechtičnou Marií Manrique de Lara y Mendoza, dvorní dámou budoucí císařovny Marie Španělské. Jejich manželství bylo velice plodné. Narodilo se jim 21 dětí (8 synů a 13 dcer), řada z nich ovšem zemřela již v dětství nebo v mládí. Vratislava přežili jen synové Jan a Maxmilián a osm dcer. Pokračovatel rodu Pernštejnů Jan zahynul roku 1597 při obléhání turecké pevnosti Rábu v Uhrách. Nejznámější představitelkou rodu se stala Vratislavova dcera Polyxena, provdaná nejprve za nejvyššího purkrabího Českého království Viléma z Rožmberka a po jeho smrti a několika letech vdovství za nejvyššího kancléře Zdeňka Vojtěcha Popela z Lobkovic.

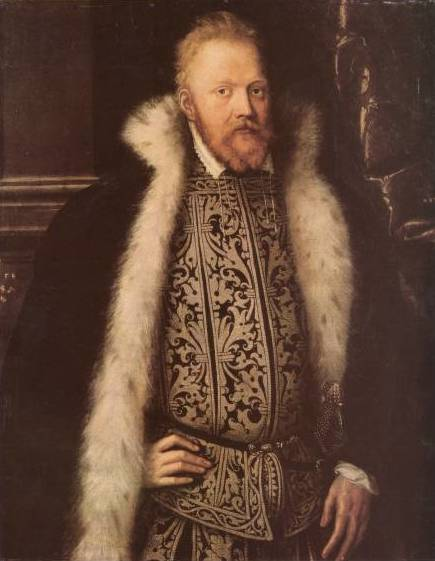
Portrét z roku 1558 od Jakoba Seiseneggera, který byl přisuzován Vratislavovi II., ale kulturněhistorická analýza obrazu provedená v letech 2008 a 2010 Blankou Kubíkovou se přiklání k bratru Jaroslavovi.

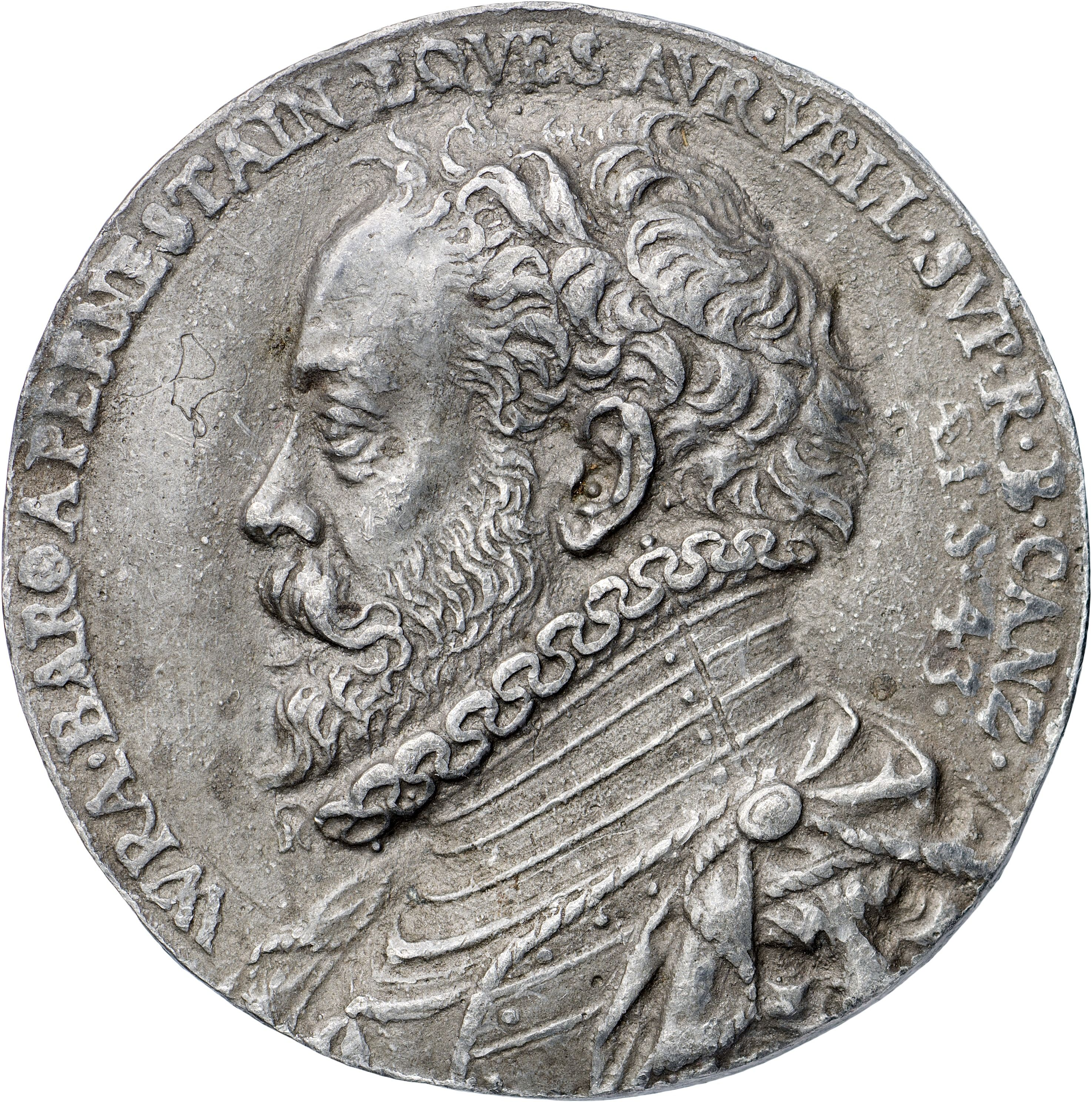
Antonio Abondio: Medaile Vratislava II. z Pernštejna

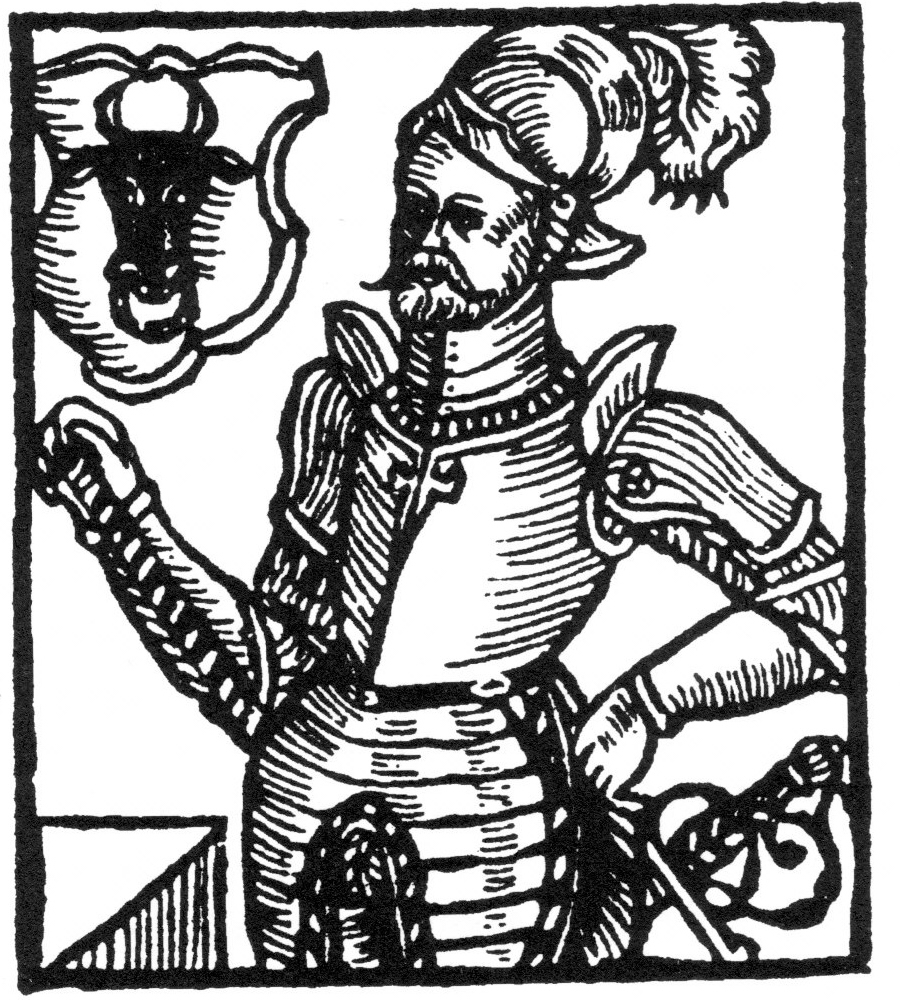
Vratislav z Pernštejna dle Paprockého Zrcadla slavného markrabství moravského

### Mecenáš umění a věd
Vratislav vydatně podporoval umění a vědu. Od počátku své kariéry se dával portrétovat císařskými dvorskými umělci. V Tovačově obohatil rodinnou knihovnu o známá díla soudobé literatury, nakupoval obrazy věhlasných malířů, stavěl a renovoval zámky na svých panstvích (např. v Litomyšli, v Prostějově a Přerově) a zakládal parky a vodní díla. Neměl však obchodní nadání svého děda Viléma II., a proto mu jeho příjmy na tento způsob života nestačily.

### Majetkové poměry
Vratislav i jeho manželka vedli poměrně nákladný život a neuměli dobře hospodařit. Vratislav byl jednou z prvních obětí fenoménu tzv.“nepřítomného statkářství“, kdy statky (myšleno veškerý majetek, nikoliv jen zemědělský) začali místo majitelů spravovat cizí lidé – správci. 
| „                                        | Během jedné generace se ze šikovných a užitečných feudálních hospodářů stala dobře vychovaná, ale docela neužitečná kasta povalečů u dvora. | “ |
| — Henrik Willem Van Loon, Dějiny lidstva | |   |

Byl nucen postupně rozprodávat své majetky. V letech 1552-1562 postupně prodal panství Velké Meziříčí, Třebíč, Křižanov, Hrušovany a Židlochovice. Z finanční krize mu dočasně pomohla předčasná smrt jeho bratra Vojtěcha, po němž v roce 1561 získal Prostějov, Plumlov a Pernštejn. Své sídlo přesunul do Prostějova a díky finančním příjmům z moravských panství mohl rozvíjet své další aktivity. V roce 1565 musel dokonce nechat zastavit rodinné stříbro a šperky u vídeňských židů[zdroj?]. V roce 1567 dostal od císaře prodloužení zástavy na panství Litomyšl na dalších dvacet let. Z důvodu, že mu zástava nemůže být pro dluhy zabavena, se usadil právě zde a začal budovat zámek jako své hlavní sídlo. Po roce 1576 se však začaly objevovat další finanční problémy a dokonce o něm začaly kolovat fámy, že zneužívá postavení nejvyššího kancléře ve svůj prospěch.

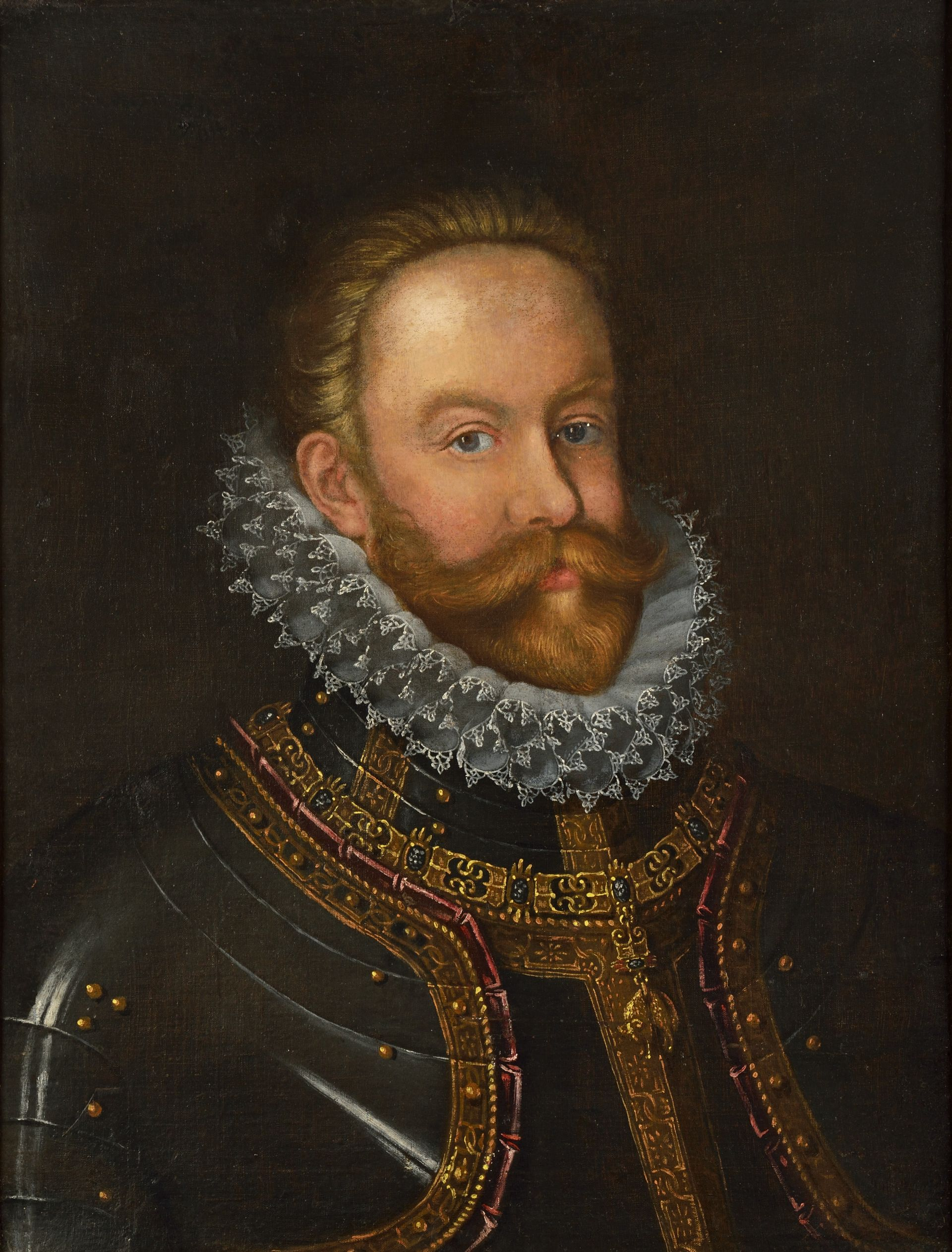
Vratislav z Pernštejna ve zbroji s řetězem Zlatého rouna (60. léta 16. století)
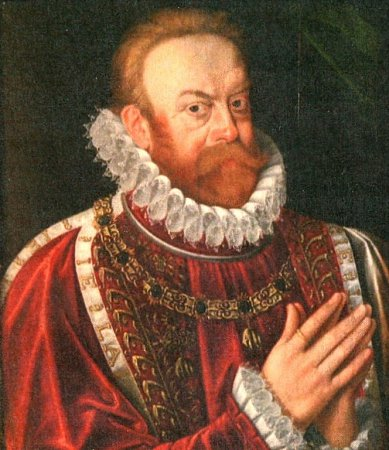
Vratislav z Pernštejna, adorující v řádovém rouchu Zlatého rouna (kolem roku 1582)

### Smrt a hrob
Vratislav zemřel náhle na lodi při plavbě na řece Dunaji u Lince. Jeho tělo bylo pohřbeno v rodinné hrobce v Doubravníku. Po roce však byla rakev vyzvednuta a uložena do mramorové tumby se sochou od Giovanniho Antonia Brocca v nově adaptované rodinné kapli Pernštejnů, kterou dala vdova Marie Manrique de Lara adaptovat v chóru katedrály sv. Víta v Praze.